# Les Éparres
Les Éparres ist eine französische Gemeinde mit 976 Einwohnern (Stand: 1. Januar 2022) im Département Isère in der Region Auvergne-Rhône-Alpes. Sie gehört zum Arrondissement La Tour-du-Pin und zum Kanton Bourgoin-Jallieu.

## Geografie
Die Gemeinde Les Éparres liegt etwa 32 Kilometer ostnordöstlich von Vienne. An der östlichen Gemeindegrenze verläuft das Flüsschen Agny. Umgeben wird Les Éparres von den Nachbargemeinden Meyrié im Norden, Nivolas-Vermelle im Norden und Nordosten, Sérézin-de-la-Tour im Nordosten, Succieu im Osten, Châteauvilain im Osten und Südosten, Eclose-Badinières im Süden, Tramolé im Süden und Südwesten, Culin im Südwesten und Westen, Saint-Agnin-sur-Bion im Westen sowie Maubec im Nordwesten.

## Bevölkerungsentwicklung
| Jahr                       | 1962 | 1968 | 1975 | 1982 | 1990 | 1999 | 2009 | 2021 |
| Einwohner                  | 618  | 731  | 752  | 707  | 860  | 916  | 921  | 964  |
| Quellen: Cassini und INSEE |      |      |      |      |      |      |      |      |

## Sehenswürdigkeiten
- Kirche Saint-Pierre et Saint-Didier

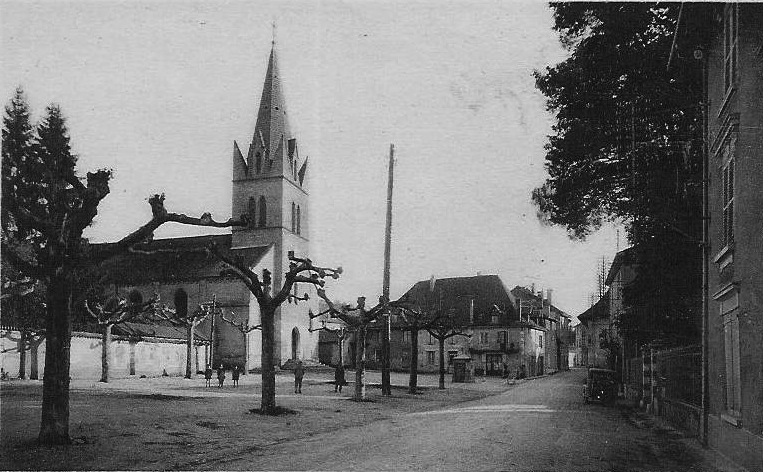
Kirche und Rathaus zu Beginn des 20. Jahrhunderts